# Hossein Mousavian

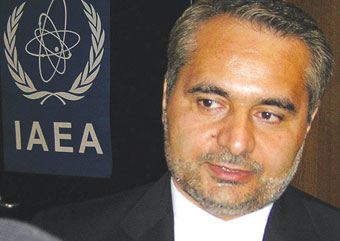
Seyed Hossein Mousavian

Seyed Hossein Mousavian (* 1957 in Kaschan) ist ein iranischer Diplomat. Seit 2009 ist er Gastwissenschaftler an der Princeton University.

## Leben
Mousavian studierte an der Iranischen Universität für Wissenschaft und Technik sowie am Sacramento City College und an der Sacramento State University in den Vereinigten Staaten. Von 1980 bis 1990 war Mousavian Chefredakteur der Tageszeitung Tehran Times, für die er mehr als 2000 Beiträge verfasste. Zugleich arbeitete er in den 1980er Jahren für die iranische Regierung, darunter auch als Vizepräsident der Islamischen Propaganda-Organisation (1981–1983) und arbeitete mit Ali-Akbar Haschemi Rafsandschani zusammen als Vorsitzender der Parlamentarischen Verwaltungs-Organisation (1983–1986), sowie von 1986 bis 1989 im Außenministerium. Von 1990 bis 1997 war Mousavian Irans Botschafter in Deutschland. Anschließend leitete er das Außenpolitische Komitee des Obersten Sicherheitsrates unter Präsident Mohammad Chātami. Zugleich bildete Mousavian sich weiter und machte 1998 einen Master-Abschluss an der Universität Teheran und 2002 an der University of Kent einen Ph.D. in Internationalen Beziehungen.

## Werke
- Imam Khomeini: His Life and Leadership, 1990, Saffron Publications, London, UK
- Islamic Thinkers of Germany, 1995, Institute for Political and International Studies (IPIS), Iranian Foreign Ministry
- Challenges of Iran-West Relations; Analysis of Iran-Germany Relations, 2006, The Center for Strategic Research
- Iran-Europe Relations: Challenges and Opportunities, 2008, Routledge Press, London, UK
- Additional Protocol and Islamic Republic’s Strategy, 2008, The Center for Strategic Research
- Human Rights: Trends and Viewpoints, 2008, The Center for Strategic Research